# اوزان-مونتسل
اوزان-مونتسل (به آلمانی: Osann-Monzel) یک شهر در آلمان است که در برنکاستل-ویتلیش واقع شده‌است. اوزان-مونتسل ۱٬۶۵۱ نفر جمعیت دارد.